# Duala (Schiff)
Die Duala war ein in Hamburg für eine türkische Reederei gebautes, aber beim Beginn des Zweiten Weltkriegs vom Deutschen Reich beschlagnahmtes Kombischiff, das ab März 1941 von der Kriegsmarine als Wohn- und Begleitschiff bei einer U-Boot-Flottille in Pillau genutzt wurde. Nach Kriegsende fuhr das Schiff als Kriegsbeute unter britischer, polnischer und zuletzt unter sowjetischer Flagge, bis es 1973/74 abgewrackt wurde.

## Bau und technische Daten
Das Schiff, eins von drei Schwesterschiffen, wurde 1938 mit der Baunummer 520 bei Blohm & Voss in Hamburg auf Kiel gelegt. Auftraggeber waren die staatlich-türkische Reederei „Devlet Denizyolları ve İşletmeleri Umum Müdürlüğü“ (Generaldirektion für staatliche maritime Linien und Unternehmen) und die staatliche DenizBank in Istanbul. Beim Stapellauf am 15. März 1939 erhielt das Schiff den Namen Doğu (= Osten). Es war 117,25 m lang und 15,98 m breit, hatte 6,22 m Tiefgang und war mit 6133 BRT und 3139 NRT vermessen. Die Doppelwellen-Maschinenanlage bestand aus und vier Dampfkesseln, zwei Dreifachexpansions-Dampfmaschinen von Blohm & Voss und zwei Bauer-Wach-Abdampfturbinen mit einer Gesamtleistung von 4600 PS. Sie ermöglichte über zwei Schrauben eine Dienstgeschwindigkeit von 15 Knoten. Das Schiff bot Platz für 610 Passagiere in drei Decks im Deckshaus mittschiffs und in zwei Decks im Rumpf und hatte vier Laderäume. Je ein Pfahlmast mit zwei Ladebäumen mit einer Tragfähigkeit von 2,5 t befand sich auf dem Vor- und Hinterdeck, und ein großer, leicht geneigter Schornstein befand sich mittig auf dem Deckshaus.

## Laufbahn

### Lüderitzbucht
Das Schiff war beim Beginn des deutschen Überfalls auf Polen noch nicht ausgeliefert und lag noch in der Werft. Nach längeren Verhandlungen zwischen der Türkei und dem Deutschen Reich wurde der Vertrag zwischen der Werft und den Auftraggebern im Januar 1941 storniert und im Februar erstattete die Werft die bereits erhaltenen Anzahlungsraten zurück. Das Schiff, wie auch seine beiden Schwesterschiffe, wurde der Reederei Deutsche Afrika-Linien zum Management übergeben und in Lüderitzbucht umbenannt.

### Duala
Am 25. Februar 1941 wurde das Schiff von der Kriegsmarine requiriert und zum Depotschiff umfunktioniert. Während der Umbauzeit wurde es am 5. März in Duala umbenannt. Vom 28. Juni 1941 bis Kriegsende diente es dann als Versorgungs-, Wohn- und Zielschiff bei der im April 1941 zum Zweck der Torpedoschießausbildung für U-Boots-Kommandanten gebildeten 26. U-Flottille in Pillau. Ab 25. Januar 1945 nahm es an der Evakuierung von Verwundeten und Flüchtlingen aus Ostpreußen teil. Im Februar 1945 verlegte die 26. U-Flottille nach Warnemünde; die Duala hingegen erlebte das Kriegsende in Flensburg.

### Empire Ock
Sie wurde am 5. Juli 1945 als Kriegsbeute von britischen Truppen in Besitz genommen und dem Ministry of War Transport (MoWT) übergeben. Sie erhielt den neuen Namen Empire Ock, wurde von der City Line Ltd. gemanagt, mit Heimathafen London registriert und als Truppentransporter eingesetzt.

### Pyotr Velikiy
Bereits 1946 wurde das Schiff als Teil der deutschen Reparationen an die Sowjetunion ausgeliefert. Dort erhielt es den Namen Pyotr Velikiy (russisch "Пётр Великий", = Peter der Große) und wurde mit Heimathafen Leningrad dem Ministerium der Handelsflotte („Minmorflot“; russisch Министерство морского флота СССР) zugewiesen. Geplant war der Rückbau zu einem Passagierschiff, was jedoch nicht durchgeführt wurde – wahrscheinlich aus Kostengründen.

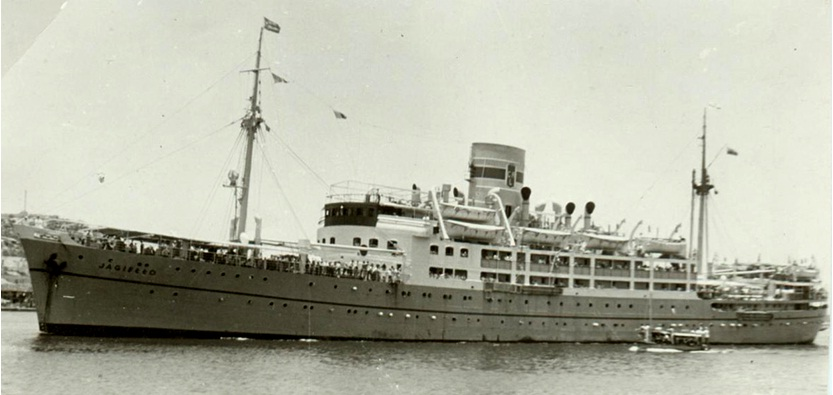
Die Jagiello in Havanna, 1948

### Jagiełło
Im Mai 1947 wurde das Schiff als Teil von Kriegsreparationen an Polen weitergereicht. Es wurde von Mai 1947 bis März 1948 von Officine Allestimenti e Riparazioni Navali in Genua zum Passagierschiff für den Nordatlantikdienst umgebaut und in Jagiełło umbenannt. Das Schiff, mit 240 Mann Besatzung, hatte nun Platz für insgesamt 637 Passagiere (108 in der I., 190 in der II. und 339 in der III. Klasse). Es fuhr in den Farben der Gdynia-America Line, kam jedoch nicht mehr nach Gdynia, sondern verkehrte etwa anderthalb Jahre lang, vom 1. April 1948 bis November 1949, in Kooperation mit der italienischen Cosulich-Linie und mit weitgehend italienischer Besatzung (ausgenommen einige polnische Offiziere und Spezialisten) auf der Route Genua – Cannes – Algier – Gibraltar – Funchal – La Guaira – Curaçao – Barranquilla – Colón – Havanna – Funchal – Lissabon – Gibraltar – Cannes – Genua. Bekanntester Passagier in dieser Zeit war zweimal Ernest Hemingway, 1948 und 1949.
Da die politischen Verhältnisse der Nachkriegsjahre dem Ausbau einer international agierenden polnischen Passagierschifffahrt hinderlich waren und der Betrieb des Schiffs – nicht zuletzt auch wegen Ausreisebehinderungen für polnische Staatsbürger – sich als unrentabel erwies, wurde es nach seiner elften Rundreise 1949 außer Dienst gestellt und am 8. November 1949 an die Sowjetunion zurückgegeben.

### Pyotr Velikiy

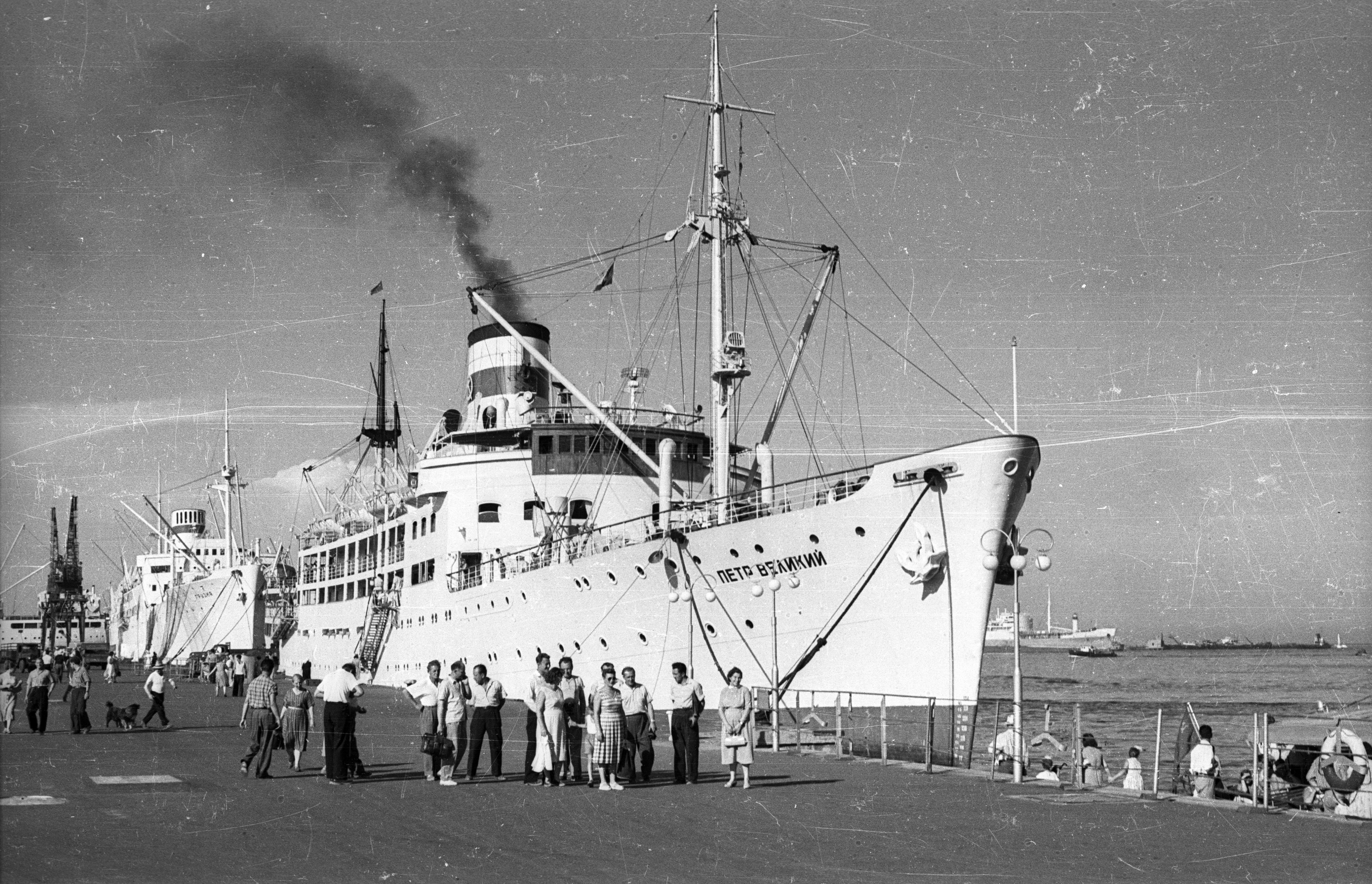
Die Pyotr Velikiy in Odessa 1964

Es erhielt wieder der Namen Pyotr Velikiy und wurde – wie ab März 1950 auch die Gruziya (ex polnisch Sobieski) – von der Schwarzmeerreederei (russisch Черноморское морское пароходство) in Odessa im Passagierdienst vornehmlich zwischen Odessa, Sotschi und Batumi betrieben. Nach einer 1953 erfolgten Modernisierung konnte das Schiff 417 Kabinenpassagiere und 200 Deckspassagiere befördern, darunter 6 in drei Luxuskabinen, 16 in neun Kabinen der 1. Klasse und 63 in 21 Kabinen der 2. Klasse. Die Besatzung bestand aus 140 Personen. Ab 1963 wurden auch zwei- und dreiwöchige Kreuzfahrten auf dem Schwarzen Meer durchgeführt, mit der Pyotr Velikiy, der Rossija und der Admiral Nachimow.
Im Jahre 1973 wurde das Schiff außer Dienst gestellt. Am 20. November 1973 kam es im Schlepp des Eisbrechers Wladimir Rusanow in Castellón de la Plana in Spanien an, wo es ab Dezember bei I. M. Varela Davalillo abgewrackt und verschrottet wurde.